# 廣州醫科大學附屬第四醫院
广州医科大学附属第四医院（简称“广医四院”，同时保留“广州市增城区人民医院”牌子）是中华人民共和国广东省广州市的一家医院，位于增城区增江街道光明东路1号。

## 历史
医院始建于1949年，由中国人民解放军东江纵队第三支队司令部军医院与第六团卫生室合并组建而成。
2021年6月30日，新的“广州医科大学附属第四医院”正式揭牌成立，同时保留“广州市增城区人民医院”的牌子。2023年10月26日，医院新大楼正式开业。
2024年9月，广医四院获批晋升为三级甲等医院，成为增城区内首个具独立建制的三甲医院。